# Bart’s Preinstalled Environment
Bart's Preinstalled Environment (kurz BartPE) war – neben Microsoft Windows PE – ein weiterer Ansatz, mit dessen Hilfe ein Computer über ein Windows-Live-System gestartet werden konnte.

## Weitere Details
Bart's Preinstalled Environment wurde von seinem Namensgeber Bart Lagerweij entwickelt. Seit Dezember 2015, 9 Jahre nach der letzten Version, ist auf der Website nur noch der Hinweis, dass BartPE nicht mehr verfügbar ist.
Während ursprünglich die Microsoft-Lösung – Windows PE – darauf zielte, eine automatisierte Installation zu unterstützen, war BartPE ein Live-System. Es sollte Administratoren von Windows helfen, beschädigte Windows-Installationen zu reparieren, Daten zu retten, Virenscans durchzuführen oder Sicherungen in Form von Speicherabbildern (Images) auf die Festplatte zurückzuschreiben.
BartPE wurde mit Hilfe des Programms PE Builder (ebenfalls programmiert von Bart Lagerweij) erstellt. Zur Erstellung von BartPE wurde eine Original-CD von Windows XP oder Windows Server 2003 benötigt. Versionen ab Windows Vista wurden nicht unterstützt.
Durch Plug-ins (z. B. DriveImage XML) konnten zusätzliche Programme in BartPE eingebunden werden. Anhänger von BartPE haben eine Vielzahl solcher Plug-ins geschrieben und stellen diese zur Verfügung.
Aus BartPE wurden verschiedene weitere Lösungen wie Ultimate Boot CD for Windows (UBCD), Reatogo X-PE, BOINCpe, TeutonPE oder diverse Varianten von PC-Magazinen abgeleitet.